# Nationales Zentrum für zeitgenössische Kunst der Republik Belarus

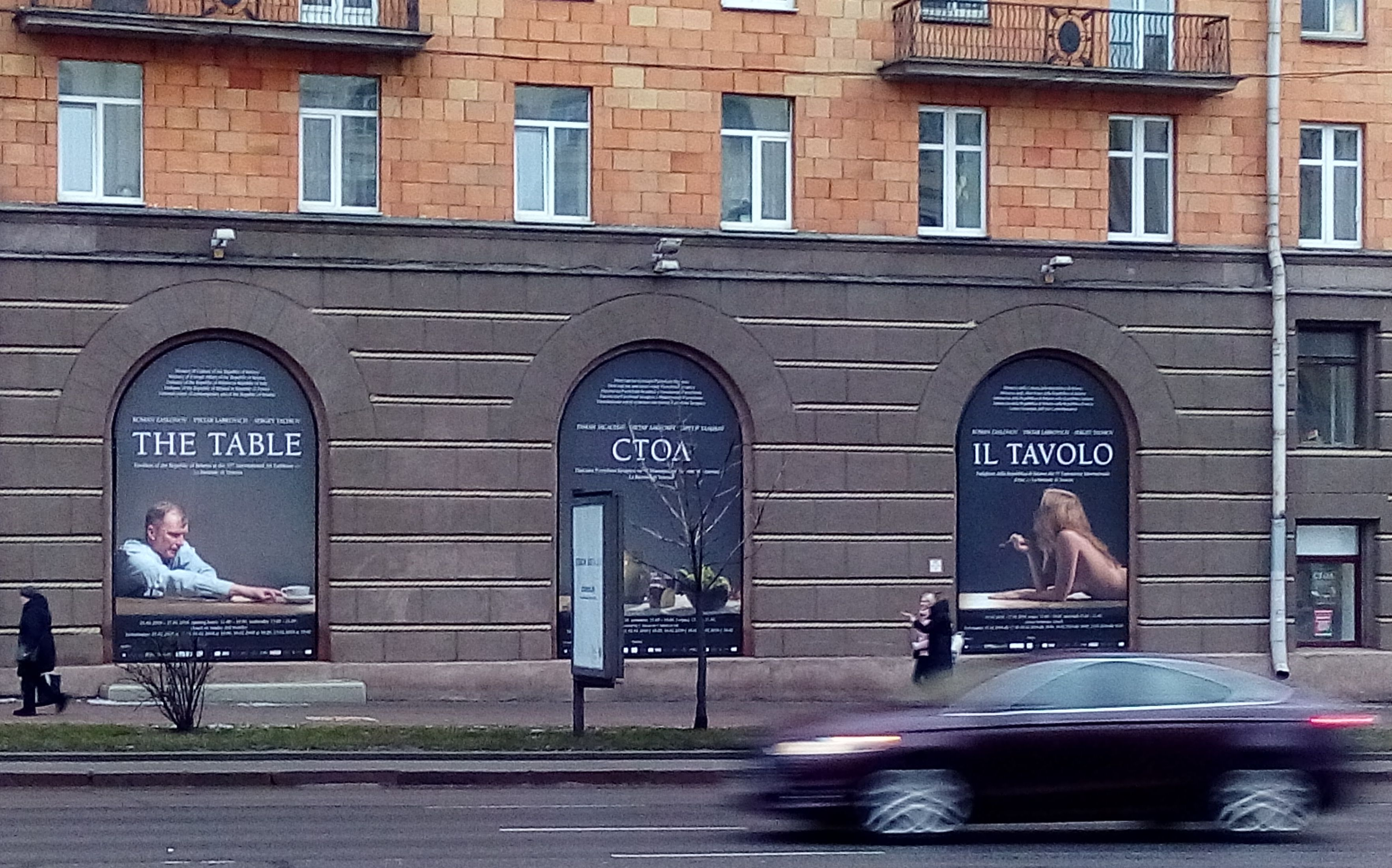
Nationales Zentrum für zeitgenössische Kunst der Republik Belarus (Prospekt Nesavisimosti 47)

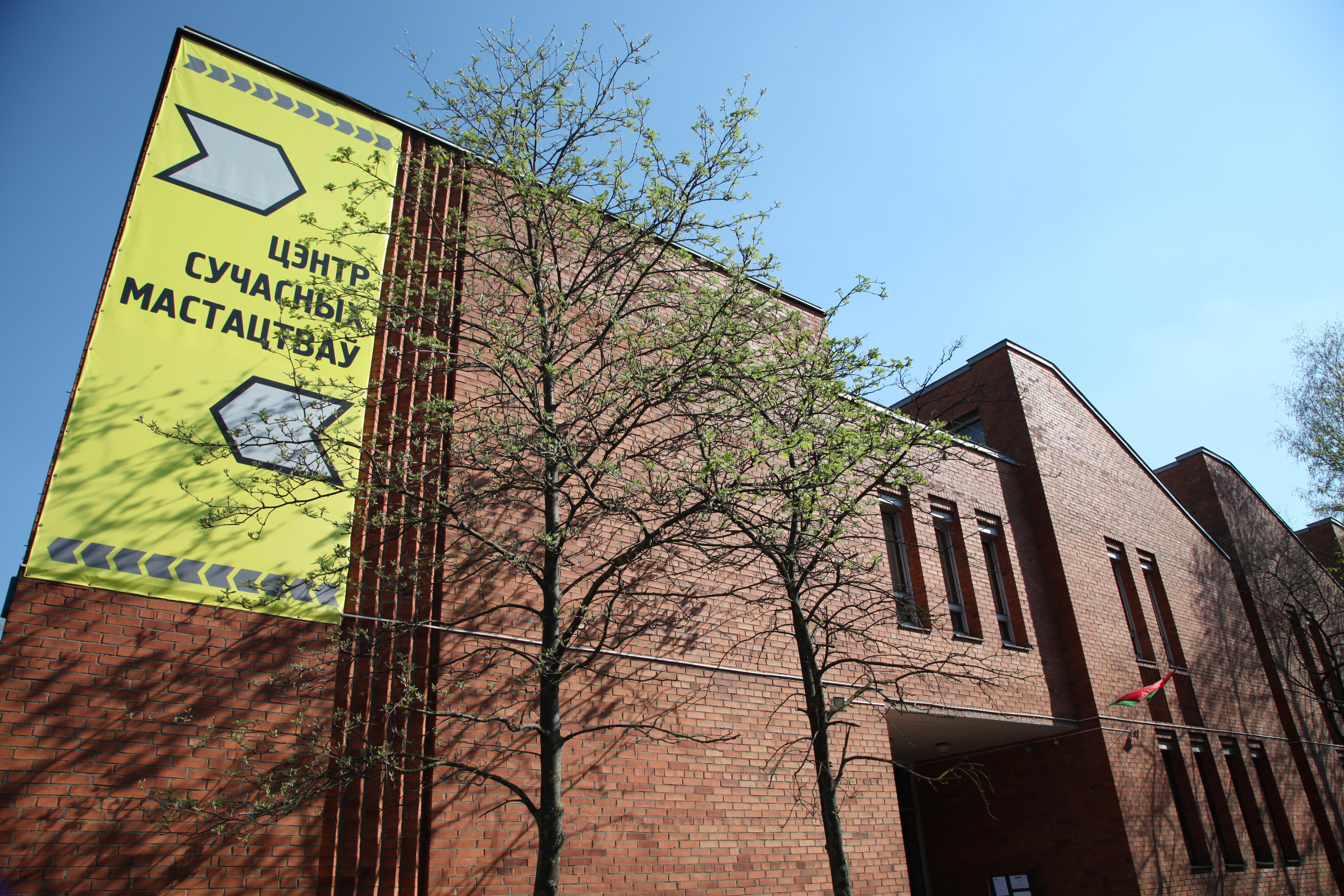
Nationales Zentrum für zeitgenössische Kunst der Republik Belarus (Nekrasovstraße 3)

Das Nationale Zentrum für zeitgenössische Kunst der Republik Belarus (NCSM) (belarussisch Нацыянальны цэнтр сучасных мастацтваў Рэспублікі Беларусь (НЦСМ) Nazyjanalny zentr sutschasnych mastaztwau Respubliki Belarus (NZSM), russisch НЦСИ NZSI) ist die wichtigste Organisation in der Republik Belarus, deren Aktivitäten auf die Entwicklung der zeitgenössischen Kunst ausgerichtet sind.
Das NCSM ging 2015 aus dem ersten Museum für zeitgenössische Kunst des Landes (gegründet 1998) und dem 2011 gegründeten Kreativwerkstatt-Zentrum für zeitgenössische Kunst hervor.

## Gebäude
Das NCSM hat zwei Standorte in Minsk:
- Im ersten Stock des monumentalen Hauses Nr. 47 auf dem Unabhängigkeitsboulevard (Prospekt Nesavisimosti 47), das im Baustil des Sozialistischen Klassizismus gebaut wurde. (53,91405° N, 27,58072° O)
- In dem in den 1980er Jahren errichteten Haus Nr. 3 in der Nekrasovstraße (ulitsa Nekrasova 3). (53,93006° N, 27,5966° O)

## Organisation
Das NCSM ist dem Kulturministerium der Republik Belarus unterstellt, Direktor ist Sergey Krishtapovich.

## Sammlung

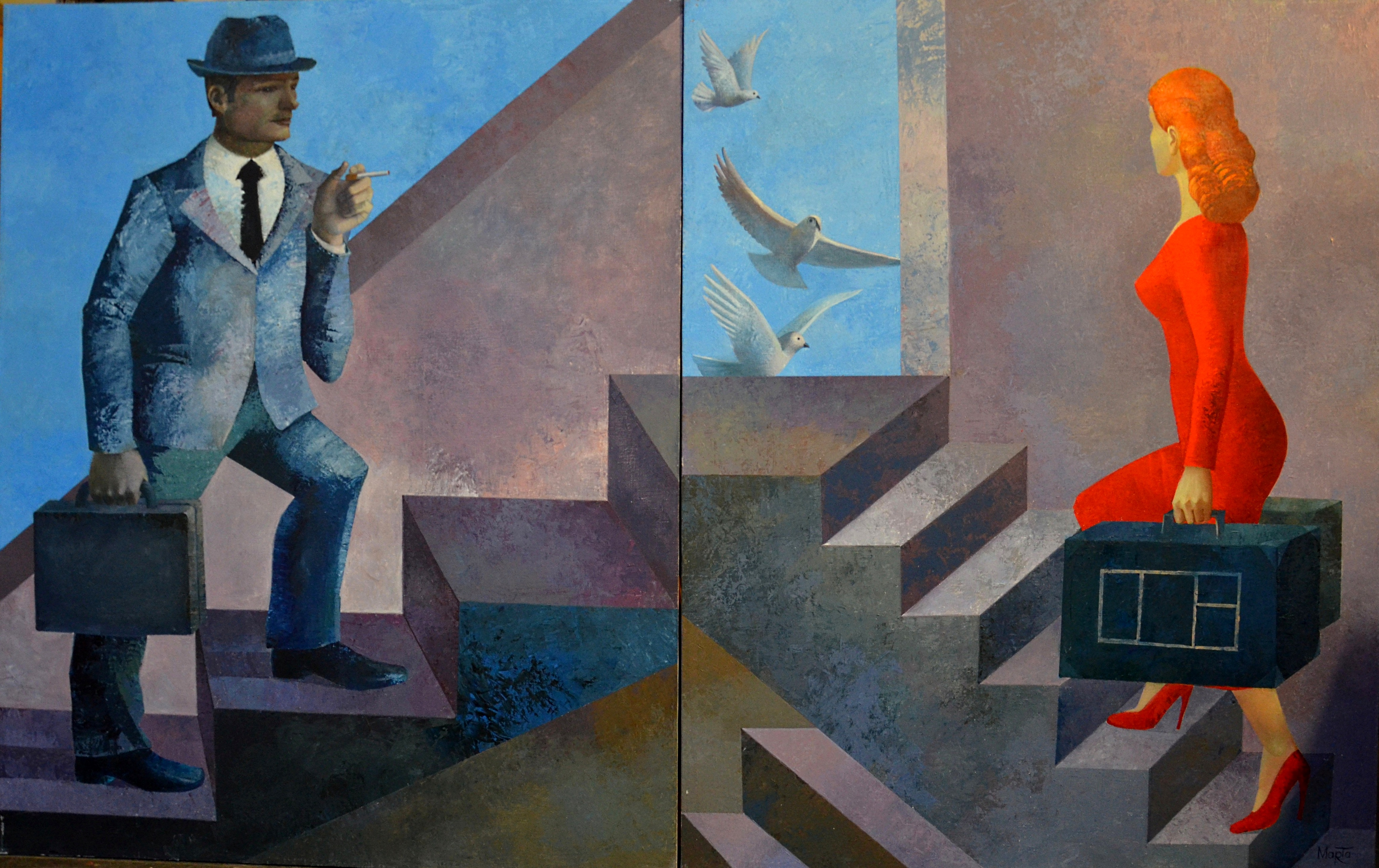
Movement von Martha Shmatava in der Ausstellung Clara and Rose (2014)

Die Grundlage der NCSM-Sammlungen bilden Werke der belarussischen Kunst des 20. und 21. Jahrhunderts (Malerei, Grafik, Bildhauerei, Kunsthandwerk, Fotografie), aber auch Werke ausländischer Künstler. Insgesamt befinden sich 5000 Kunstwerke in der Sammlung. Werke aus dem Besitz des NCSM wurden in vielen Ländern Europas in Russland und in China ausgestellt.

## Aktivitäten
Das NCSM begleitet die Arbeit des belarussischen Pavillons auf der Biennale di Venezia und organisiert die Triennale für zeitgenössische Kunst in Minsk sowie Ausstellungen, Seminare, Vorträge, Diskussionen, Filme, Theaterproduktionen und Meisterklassen.